# Neogenesis
Neogenesis és un gènere monotípic d'arnes de la família Crambidae. Conté només una espècie, Neogenesis flaviplagialis, que es troba a Papua Nova Guinea.